# Thomas de Dreux-Brézé
Pour les articles homonymes, voir Dreux (homonymie).
Thomas III de Dreux, marquis de Brézé, baron de Berrye, né le 10 juillet 1677 et mort le 26 mars 1749, est un général français, grand maître des cérémonies de 1701 à 1749.

## Ascendance
La famille de Dreux-Brézé n'a d'autre rapport avec les Brézé et les Capétiens-Dreux que le nom, et d'avoir possédé la seigneurie de Brézé.
Le père de Thomas III est Thomas II de Dreux de La Galissonnière (1640-1731), conseiller à la grand-chambre du parlement de Paris. En 1682, il échange avec le Grand Condé la châtellenie de La Galissonnière contre la seigneurie de Brézé. Cette dernière est érigée en marquisat en 1685. L'érection est enregistrée à la chambre des comptes de Paris le 23 juillet, et au parlement de Paris le 5 août de l'année suivante. 
Thomas II épouse Marie Madeleine Bodinet (1647-1717), fille de Sébastien Bodinet, écuyer et maître d'hôtel ordinaire du roi, et petite-fille de Théodore Bodinet, sieur de Fresnay-le-Busart.

## Biographie
De leur union naît Thomas III, le 10 juillet 1677.
Il suit la carrière des armes, devient lieutenant aux gardes en 1698, brigadier des armées du roi en 1702, lieutenant général des armées en 1710,.
En 1701, il devient grand maître des cérémonies. En 1720, il obtient du Régent la survivance de cette charge pour son fils : Michel, grand maître par provisions du 19 mai, entrera en fonction à la mort de son père. Celle-ci survient le 26 mars 1749.

## Famille
Conseillers de la même chambre, très amis, Thomas II et Michel Chamillart se sont promis depuis de longues années de marier leurs enfants, Thomas et Catherine. Tandis que Thomas II reste conseiller au parlement, Chamillart s'élève irrésistiblement vers les plus hautes fonctions. Malgré tout, leur amitié subsiste, et le mariage se fait. Thomas III épouse en mai ou juin 1698 Catherine Angélique Chamillart (1683-1739), fille de Michel I Chamillart, comte de La Suze, marquis de Cany, seigneur de Montfermeil. De cette union naissent :
- Michel de Dreux-Brézé (1700-1754)[4],[6] ;
- Élisabeth Angélique (née en 1702), première épouse de Bertrand-César du Guesclin ;
- Joachim de Dreux-Brézé[6] (1710-1781).

## Portrait
Saint-Simon voit en Thomas III de Dreux-Brézé un homme très courageux, « mais bête, obscur, brutal, et, avec le temps, audacieux, insolent et quelque chose de pis encore, et sans se défaire des bassesses de son état et de son éducation. Sa femme ne fut heureuse ni par lui ni avec lui, et méritait infiniment de l'être… »